# Maria Bertoletti
Maria Bertoletti, detta Toldina (Pilcante, ... – Palù di Brentonico, 14 marzo 1716), fu una contadina di Brentonico condannata per stregoneria.

## Biografia
Maria Bertoletti detta Toldina è stata una contadina querelata il 6 agosto 1715 con l'accusa di stregoneria: dapprima imprigionata nel castello di Avio, la donna fu dopo due mesi condotta nelle carceri di Brentonico, dove fu processata dal capitano Giovanni Luigi Sartori di Riva del Garda e riconosciuta colpevole di maleficio, sacrilegio, infanticidio, idolatria, apostasia, sodomia, sabba, fascinazione, avvelenamenti, nonché di aver avuto rapporti sessuali con Satana; per questi motivi Toldina fu condannata alla decapitazione e poi al rogo.
La vicenda della contadina e "strega" Maria Bertoletti è simile a quella di tanti altri uomini e donne che subirono la condanna al rogo in Trentino-Alto Adige, dove la storia dei procedimenti per stregoneria inizia alla fine del XV secolo, quando a Salorno e a Egna sono istituiti i primi processi; quello che coinvolse Toldina, di cui sappiamo fosse sposata con un uomo di nome Andrea Tadini, fu uno degli ultimi nella regione e l'ultimo che si concluse con la condanna al rogo preceduta dalla decapitazione.
Nel 2015 il Comune di Brentonico ha chiesto che fosse riaperto il caso e nelle anticipazioni per la riapertura del processo con inizio a marzo 2016 è stata dichiarata sana di mente e probabilmente uccisa per un contenzioso sull'eredità.